# Regioni di Malta

Regione di Gozo Regione Settentrionale Regione Orientale Regione del Porto Regione Occidentale Regione Meridionale

Le regioni di Malta (in maltese: reġjuni) costituiscono la suddisivione territoriale di primo livello del Paese e sono in tutto sei.
Nel 1993 il Local Councils Act dispose l'istituzione di tre regioni: Malta Maestrale (Malta Majjistral), Malta Scirocco (Malta Xlokk) e Gozo. Nel 2001 tali suddivisioni furono espressamente contemplate dalla Costituzione.
Nel 2009, l'Act No. XVI ha provveduto alla soppressione delle regioni di Malta Maestrale e di Malta Scirocco e alla contestuale istituzione di quattro nuove regioni: Centrale, Settentrionale, Sudorientale e Meridionale. Il numero di regioni è dunque passato a cinque.
Nel 2019, l'Act No. XIV ha nuovamente modificato le suddivisioni dell'isola di Malta, portando il numero delle regioni a sei, ed è entrato in vigore a fine 2021.
Ogni regione ha un proprio Consiglio Regionale (Kunsill Reġjonali), che si compone di un presidente di Regione, un vice-presidente, un segretario esecutivo e un numero di membri che può variare da 10 a 12.

## Lista
| Localizzazione | Regione                                                          | Capoluogo o sede  | Città principale  | Superficie (km²) | Popolazione    | Densità di popolazione (ab./km²) |
| -------------- | ---------------------------------------------------------------- | ----------------- | ----------------- | ---------------- | -------------- | -------------------------------- |
|                | Regione di Gozo MT: Reġjun Għawdex EN: Gozo Region               | Rabat             | Rabat             | 67               | 34 563 (2020)  | 520                              |
|                | Regione Meridionale MT: Reġjun Nofsinhar EN: Southern Region     | Qormi             | Qormi             | 78,9             | 106 593 (2021) | 1 400                            |
|                | Regione Occidentale MT: Reġjun Punent EN: Western Region         | Marsa             | Żebbuġ            | 83,2             | 59 287 (2021)  | 710                              |
|                | Regione Orientale MT: Reġjun Lvant EN: Eastern Region            | San Ġwann         | Birchircara       | 20,3             | 115 908 (2021) | 5 700                            |
|                | Regione del Porto MT: Reġjun tal-Port EN: Port Region            | Tarxien           | Zabbar            | 15,8             | 69 880 (2020)  | 4 400                            |
|                | Regione Settentrionale MT: Reġjun Tramuntana EN: Northern Region | Baia di San Paolo | Baia di San Paolo | 82               | 118 588 (2020) | 1 400                            |

### Regioni soppresse nel 2019
Suddivisioni che sono state abolite dall'Act No. XIV del 2019, o che hanno subito una modifica sostanziale nella loro composizione, pur mantenendo lo stesso nome.
| Localizzazione | Regione                | Capoluogo         | Città principale  | Superficie (km²) | Popolazione (2014) | Densità di popolazione (ab./km²) |
| -------------- | ---------------------- | ----------------- | ----------------- | ---------------- | ------------------ | -------------------------------- |
|                | Regione Centrale       | San Ġwann         | Birchircara       | 23,6             | 111 994            | 4 700                            |
|                | Regione Settentrionale | Baia di San Paolo | Baia di San Paolo | 112,9            | 102 892            | 910                              |
|                | Regione Sudorientale   | Tarxien           | Zabbar            | 36,2             | 99 301             | 2 700                            |
|                | Regione Meridionale    | Qormi             | Qormi             | 78,9             | 93 897             | 1 200                            |

### Regioni soppresse nel 2009
| Localizzazione | Regione                              | Città principale | Superficie (km²) | Popolazione (2007) | Densità di popolazione (ab./km²) |
| -------------- | ------------------------------------ | ---------------- | ---------------- | ------------------ | -------------------------------- |
|                | Malta Maestrale MT: Malta Majjistral | Birchircara      | 163              | 227 117            | 1 393                            |
|                | Malta Scirocco MT: Malta Xlokk       | Zabbar           | 64               | 140 882            | 2 201                            |